# واکنش شاپیرو
واکنش شاپیرو (انگلیسی: Shapiro reaction) یا تجزیه توسیل‌هیدرازون (به انگلیسی: tosylhydrazone decomposition) یک واکنش آلی است که طی آن یک آلدهید یا کتون به یک آلکن به وسیله یک واسط هیدرازونی و دو اکی والان باز قوی، تبدیل می‌شوند. این واکنش نخستین بار در سال ۱۹۶۷ توسط رابرت اچ. شاپیرو کشف شد. یکی از کاربردهای این واکنش در Nicolaou Taxol total synthesis است.